# Der Chancellor

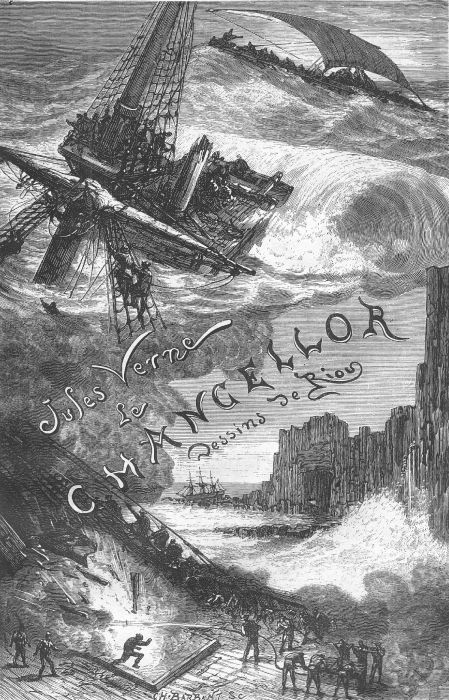
Titelseite der französischen Originalausgabe, Zeichnung von Édouard Riou

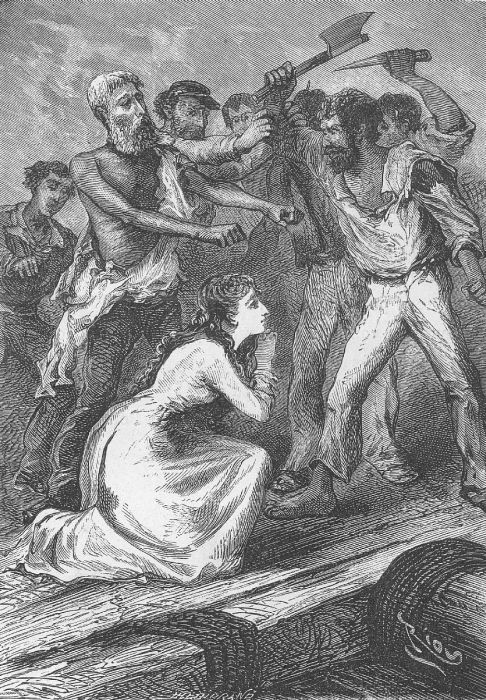
Kampf auf dem Floß

Der Chancellor (auch Tagebuch des Passagiers J.R. Kazallon, Die letzte Fahrt der Chancellor, Katastrophe im Atlantik, Sprengstoff im Schiff oder Der Schiffbruch der Chancellor) ist ein Roman des französischen Autors Jules Verne, der erstmals 1875 von dem Verleger Pierre-Jules Hetzel unter dem französischen Titel Le Chancellor zusammen mit der Kurzgeschichte Martin Paz veröffentlicht wurde. Die deutschsprachige Ausgabe erschien 1875 unter dem Titel Die Chancellor. Das Buch wurde in Deutschland auch unter dem Titel Die letzte Fahrt der Chancellor, Tagebuch des Passagiers R. J. Kazallon oder Katastrophe im Atlantik veröffentlicht.

## Handlung
Der Passagier J. R. Kazallon, der 1869 von den USA nach Europa reisen will, schifft sich auf dem Dreimaster Chancellor ein, der unter Kapitan Huntly über den Atlantik von Charleston (South Carolina) nach Liverpool fahren soll. Er schildert den Verlauf der Reise in seinem Tagebuch. Das Segelschiff transportiert Baumwolle, zusätzlich befinden sich einige Passagiere an Bord, da es keine andere direkte Verbindung von South Carolina nach England gibt. Die Chancellor passiert die Bermuda-Inseln. Auf der weiteren Fahrt stellt sich heraus, dass der Kapitän geistig verwirrt ist. Nach seinem Befehl wurde ein falscher Kurs eingeschlagen. Nach einer nächtlichen Unruhe erfährt Kazallon, dass an Bord Feuer ausgebrochen ist, weil die Baumwolle in Brand geraten ist. Da sich der Kapitän von Tag zu Tag merkwürdiger verhält, wird das Kommando des Schiffes durch den zweiten Offizier Kurtis übernommen. Die Situation wird noch dadurch erschwert, dass ein Passagier, der Kaufmann John Ruby, eigenmächtig ein Kollo mit Natron-Pikrat, einem hochexplosiven Sprengstoff, an Bord gebracht hat. Nach vierzehn Tagen müssen die Passagiere aus ihren Kabinen ausquartiert werde, da die Hitze durch den Brand im Kielraum immer weiter zunimmt. Die Chancellor nimmt Kurs auf die Kleinen Antillen.
Eine Explosion erschüttert das Schiff und der Brand bricht offen aus. Einige Matrosen wollen mit der an Bord befindlichen Jolle flüchten, werden aber von Kurtis zurückgehalten. Ruby springt in das Feuer und begeht Selbstmord. Die Chancellor läuft auf ein unbekanntes Riff und schlägt leck. Das Leck kann notdürftig geflickt werden und der Weg zur Weiterfahrt mit dem Pikrat freigesprengt werden. Das Feuer ist durch den Wassereinbruch erloschen. Doch das Schiff nimmt auf der Weiterfahrt immer mehr Wasser und sinkt immer tiefer. Die Matrosen fangen an zu meutern, aber Kurtis hat die Situation noch unter Kontrolle. Huntly, ein Passagier und drei Matrosen flüchten mit der Jolle. Ein Floß wird gebaut, auf das sich alle noch an Bord befindlichen achtzehn Überlebenden einschiffen. Die Chancellor sinkt. Die Lebensmittelvorräte werden zu einem großen Teil bei einem Unwetter über Bord gespült und die Wasservorräte werden knapp. Die Situation auf dem Floß spitzt sich immer weiter zu. Die Besatzung plant sich durch Kannibalismus Nahrung zu verschaffen. Durch geangelte Fische kann die Not zunächst gelindert werden. Eine Meuterei wird niedergeschlagen. Haie umkreisen das Floß. Ein Passagier stirbt. Als seine Leiche über Bord geworfen werden soll, sieht Kazallon, dass der Leiche ein Fuß fehlt. Der Oberbootsmann hatte diesen offenbar als Köder für die Fische beim Angeln benutzt. Schließlich geht nach der Nahrung auch das Trinkwasser aus. Eine Brigg wird gesichtet, die jedoch wieder abdreht. Der Steward Hobbart begeht Selbstmord, nachdem Kazallon entdeckt hat, dass dieser Fleisch versteckt hatte. Die Matrosen verzehren seine Leiche. Die Überlebenden losen aus, wer von ihnen als nächster geschlachtet werden muss. Es trifft den körperlich Behinderten André Letourneur. Sein Vater opfert sich jedoch für ihn. Bevor dieser geschlachtet werden kann, entdeckt Kazallon, dass sie durch Süßwasser fahren. Sie treiben auf das Flussdelta des Amazonas zu. Die restlichen elf Überlebenden werden schließlich von Fischern von der Insel Marajó gerettet.

## Aufbau

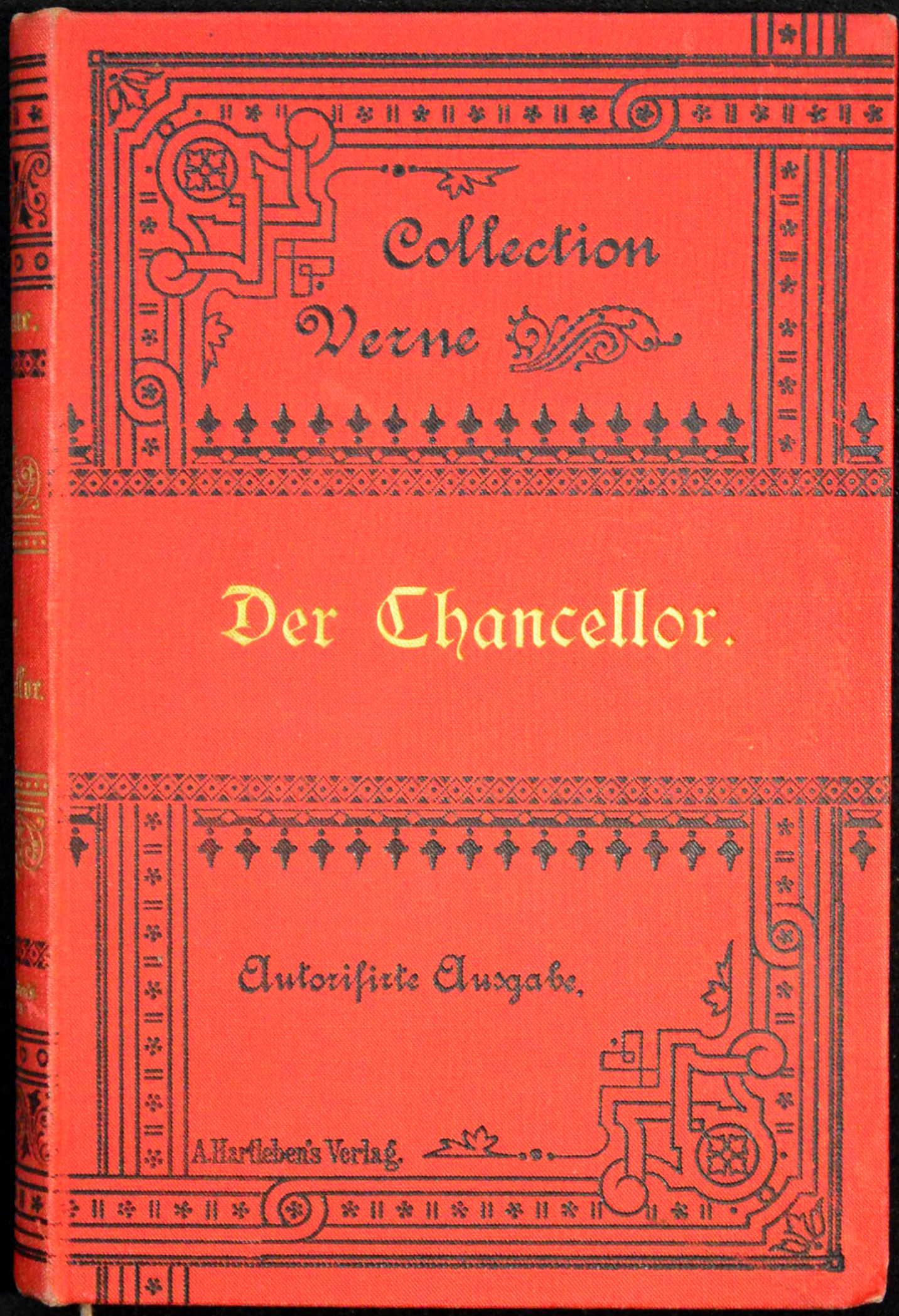
Ausgabe von 1887

Der Autor schildert die Umstände, die zur Katastrophe führen, die Versuche der Mannschaft, das Schiff noch zu retten und die Leiden der Überlebenden, die nach dem Untergang der Chancellor auf einem Floß über den Atlantik treiben. Die Überlebenden leiden Hunger, sie haben Halluzinationen. Einige Matrosen begehen Selbstmord, indem sie sich erhängen oder von Bord springen und sich den Haien, die das Floß umkreisen, zum Fraß vorwerfen. Gier und Missgunst kommen zum Vorschein. Die Mannschaft lehnt sich gegen die Passagiere auf. Erst im allerletzten Moment wird durch eine „wunderbare Rettung“ verhindert, dass die Schiffbrüchigen zu Menschenfressern werden.